# Statyer över Nils Ferlin

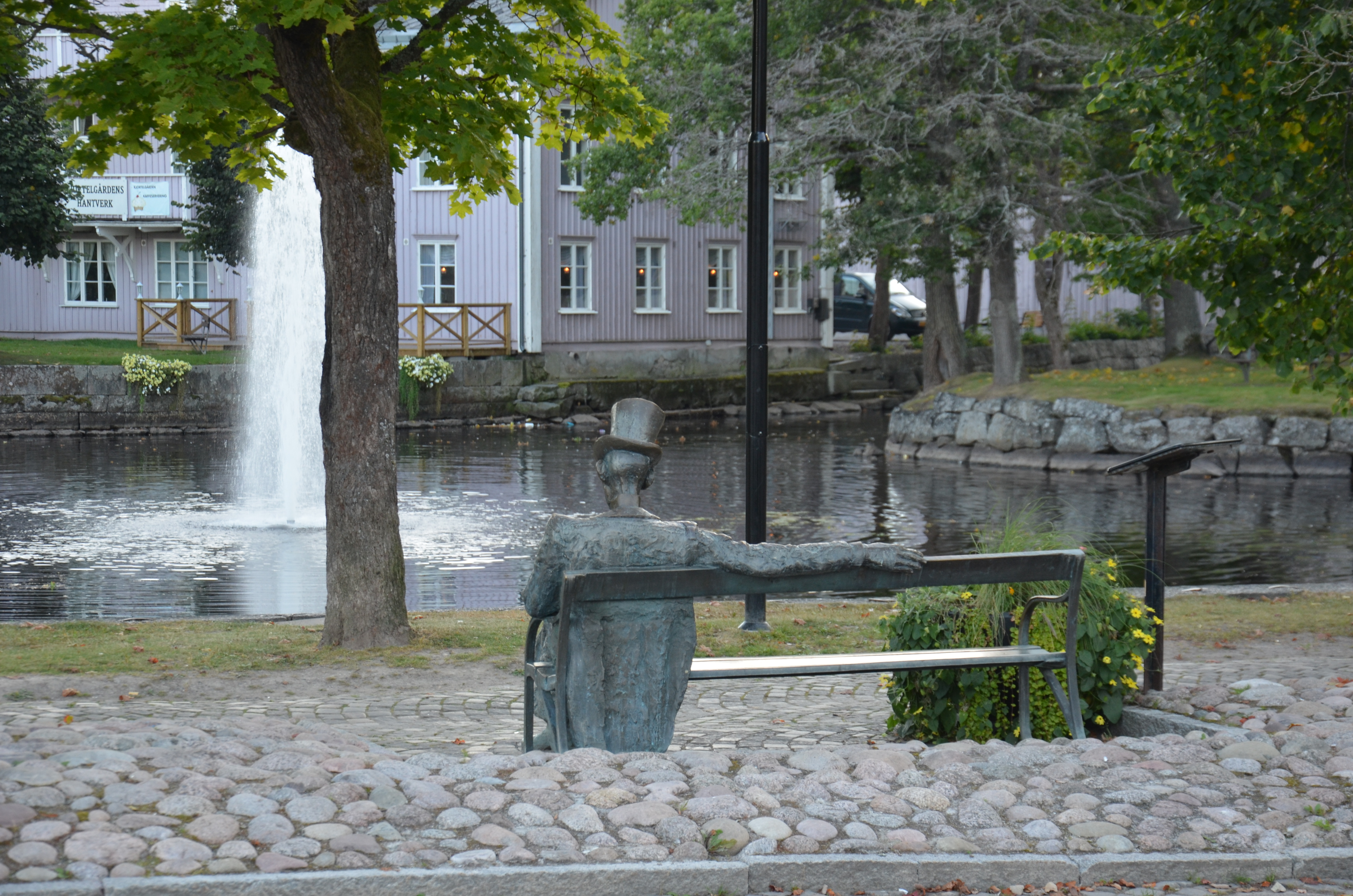
Staty på Stora Torget i Filipstad med Skillerälven i bakgrunden, av K G Bejemark

Statyer över Nils Ferlin och liknande verk har rests på sex platser i Sverige, nämligen Filipstad, Solna, Hällefors, Stockholm, Norrtälje och Karlstad.
Den första statyn över Nils Ferlin är den som finns av en sittande Ferlin med cylinderhatt på en bänk i brons på Stora Torget i Filipstad. En statykommitté bildades i början av 1969 och i mars togs kontakt med K G Bejemark för ett uppdrag. En skiss var klar till början av 1970 och tillräckliga medel för en skulptur i full skala hade anskaffats i oktober 1970. Skulpturen avtäcktes i maj 1975 på Stora Torget i Filipstad.
År 1978 skänkte Karolinska Sjukhusets Konstförening ”Skiss till Ferlin skulptur” av K G Bejemark (1969) till sjukhuset och den anges 2022 fortfarande finnas i entréhallen till (gamla) Karolinska sjukhuset i Solna.
I samband med upprustning och konstnärlig utsmyckning av bostadsområdet kvarteret Trasten vid Bergslagsvägen 3 i Hällefors har det satts upp ett porträtthuvud i brons över Nils Ferlin av K G Bejemark från 1975.
Inom Nils Ferlin-Sällskapet diskuterades att resa en skulptur också i Klarakvarteren i Stockholm. Sällskapet tog ett sådant initiativ och kunde efter insamlingar överlämna en staty över en stående och rökande Nils Ferlin i brons av K G Bejemark, vilken invigdes i september 1982 vid Klara kyrka vid Klarabergsgatan. Platsen döptes om till Nils Ferlins torg. I Stockholm har också en minnesplakett över Nils Ferlin med en statyett i brons satts upp 1985 på huset Rörstrandsgatan 40 i Birkastan, där Nils Ferlin under åren 1916-37 ofta bodde hos sin mor.
En byst över Nils Ferlin i brons, gjord av Konrad Nyström, sattes upp i den omdöpta Nils Ferlins gränd i Norrtälje i maj 2000.
Vidare har Tomas Qvarsebo gjort en skulptur, Ferlin steppar i cortenstål, som sattes upp vid Stora Torget i Karlstad i juli 2002.

## Bildgalleri

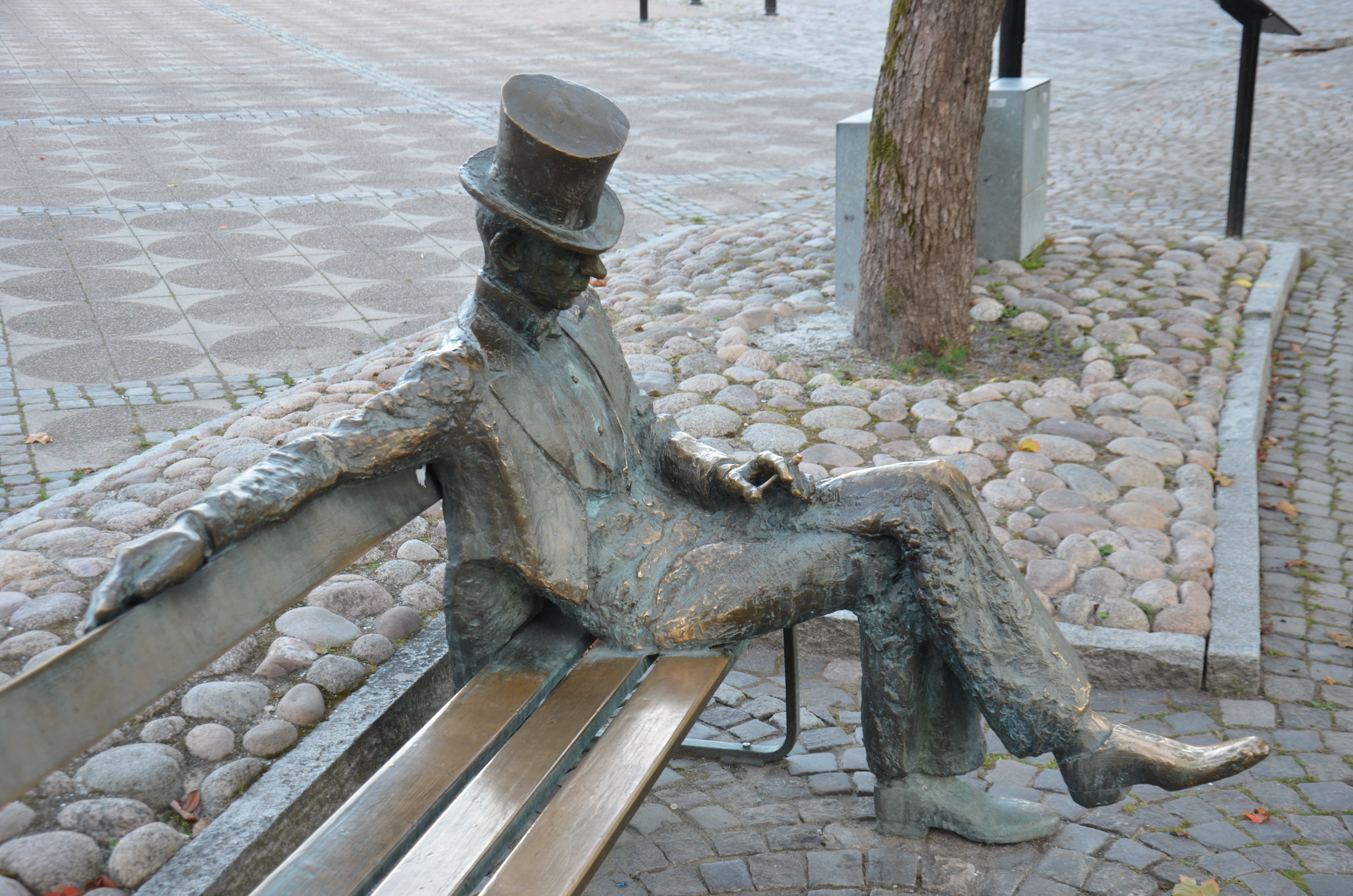
Stora Torget i Filipstad, 1975, av K G Bejemark
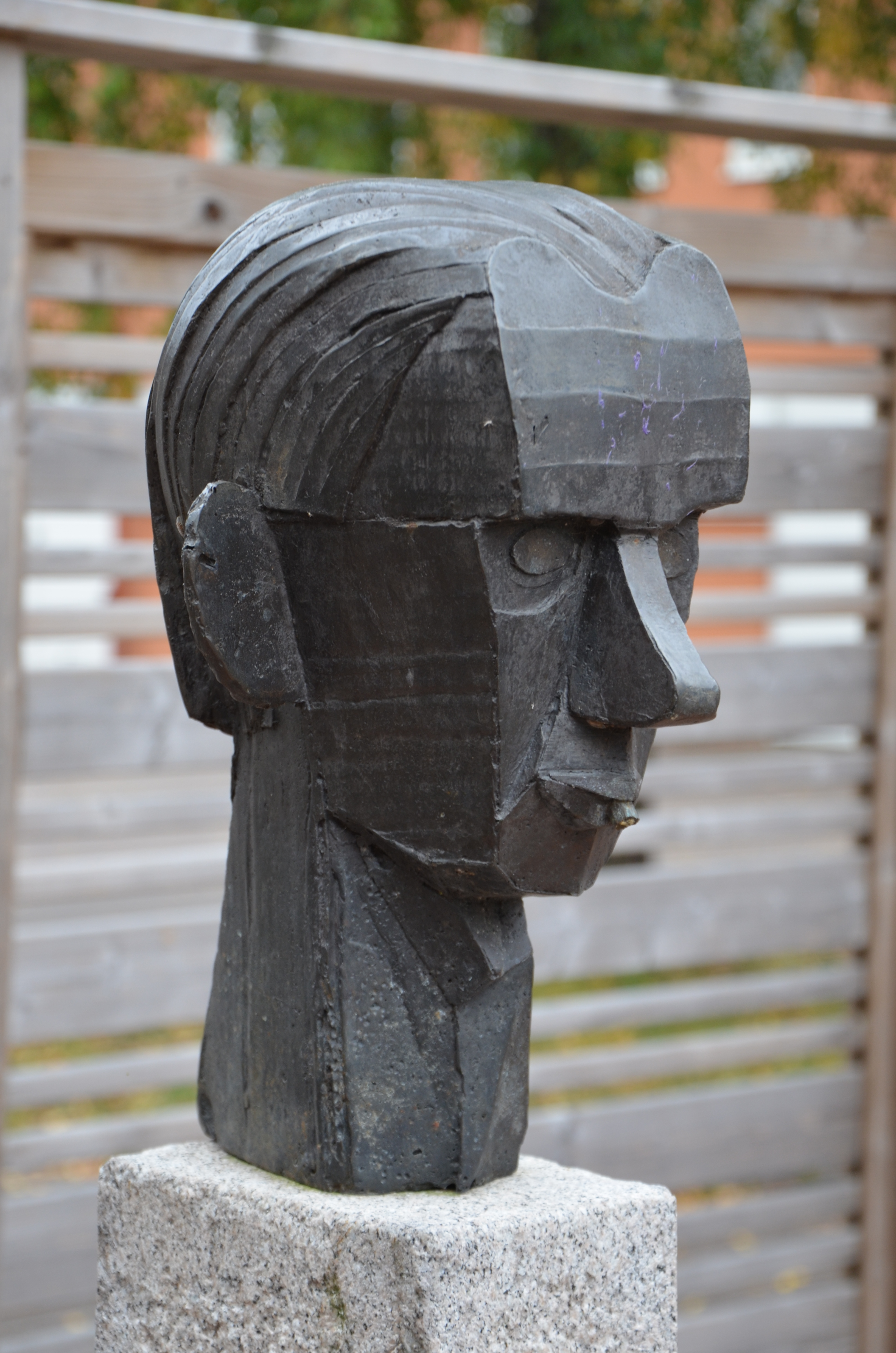
kvarteret Trasten i Hällefors, från 1975, av K G Bejemark
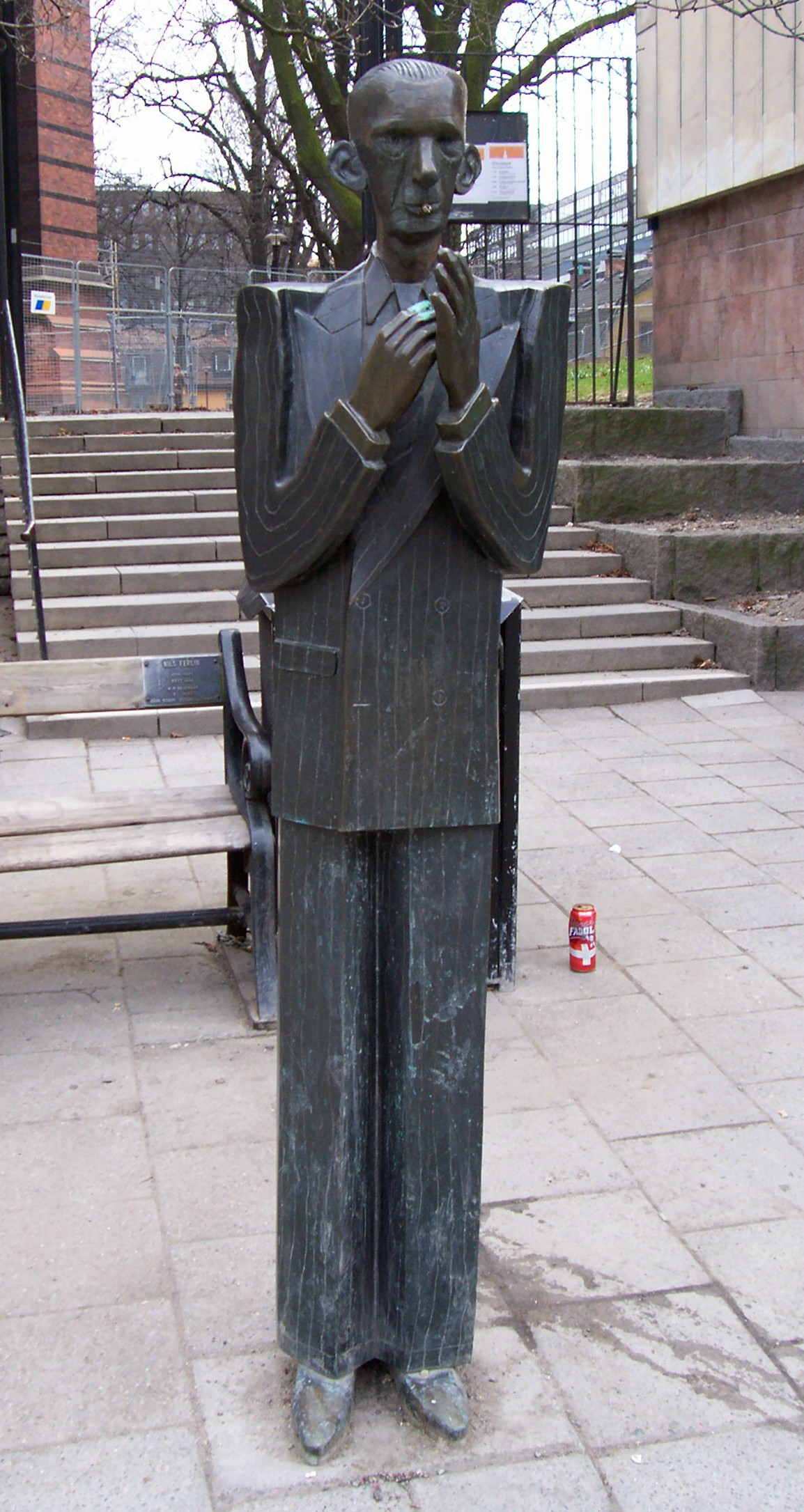
På Nils Ferlins torg i Stockholm, 1982, av K G Bejemark
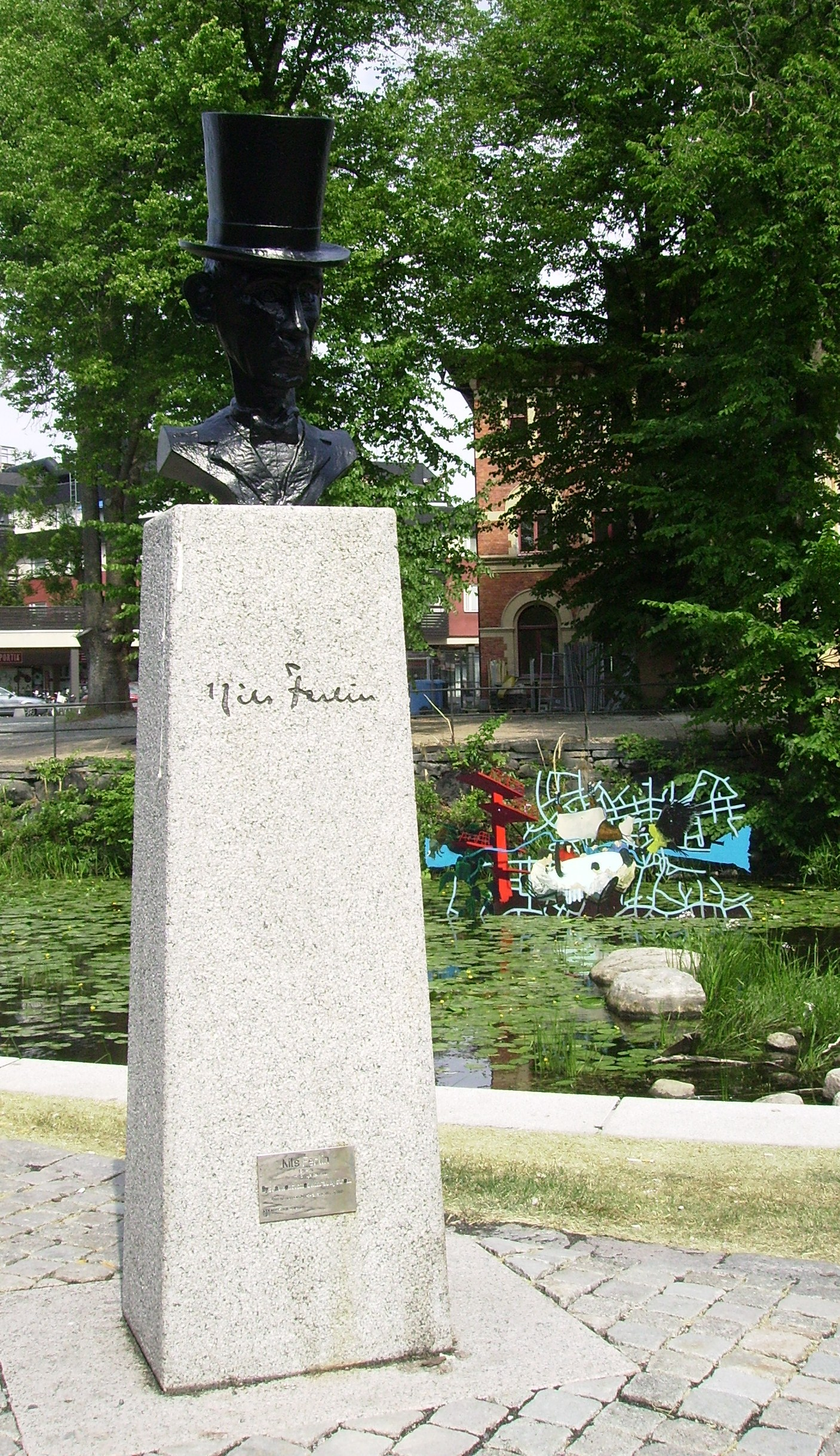
Ferlins gränd i Norrtälje, 2000, av Konrad Nyström
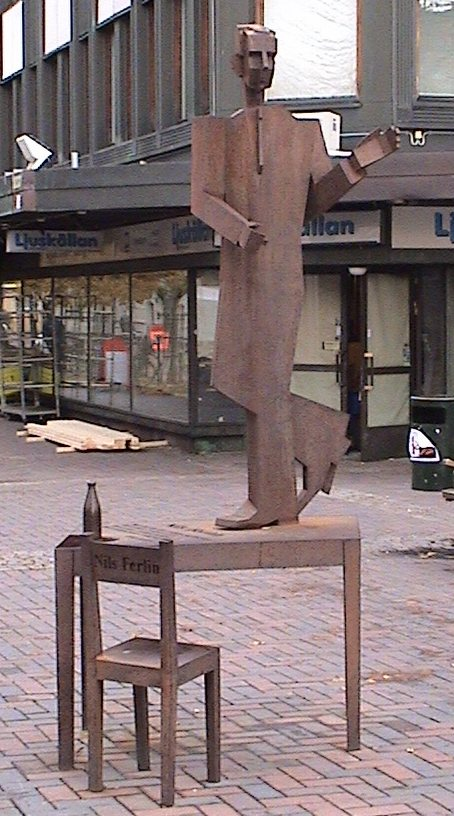
Ferlin steppar på Stora Torget i Karlstad, 2002, av Tomas Qvarsebo